# Chelyoidea intermedia
Chelyoidea intermedia är en insektsart som beskrevs av Heinrich Julius Tode 1966. Chelyoidea intermedia ingår i släktet Chelyoidea och familjen hornstritar. Inga underarter finns listade i Catalogue of Life.